# Cal Torres (Banyeres del Penedès)
Cal Torres és un edifici al municipi de Banyeres del Penedès (Baix Penedès) inclòs en l'Inventari del Patrimoni Arquitectònic de Catalunya. La casa pertany als marquesos d'Urquijo, els quals obtingueren l'edifici gràcies a l'herència dels seus avis. A causa de la misteriosa mort dels marquesos en el seu xalet de Madrid, l'edifici passà a ser heretat per la seva filla. La casa és guardada per uns masovers. L'edifici fou construït després d'enderrocar l'antiga masia, als voltants del 1900. La hisenda era composta per nombroses propietats que s'han anat venent de mica en mica fins a restar reduïdes a l'edifici.
És un edifici de grans dimensions. La façana principal dona al carrer Major, mentre que la part del darrere, que presenta un porxo i un pati amb arcades, dona als afores del poble. L'edifici és compost per tres plantes separades per cornises. Els baixos presenten dues portes d'arc rebaixat, una de l'habitatge dels amos i l'altra dels masovers. També tenen quatre finestres amb reixat. El pis noble presenta dos balcons grans i tres de més petits amb barana de ferro forjat. La segona planta té una sèrie de finestres amb una petita barana de ferro forjat.